# Greenidea prinicola
Greenidea prinicola är en insektsart som beskrevs av Mika Sugimoto 2008. Greenidea prinicola ingår i släktet Greenidea och familjen långrörsbladlöss. Inga underarter finns listade i Catalogue of Life.